# Természetkárosítás
A természetkárosítás a közrend elleni bűncselekmények egyike, a természetvédelem fontos  büntetőjogi eszköze.

## Természetkárosítás védett élőhelyeken
A védett természeti területtel kapcsolatos természetkárosítás fogalmát a Btk. 281. § (1) bek. b. pontja definiálja. Ezen meghatározás szerint a védett természeti terület jogellenes és jelentős mértékű megváltoztatását kell a természetkárosítás idevágó fogalmán érteni. Ebből következően a megváltoztatás irányát, annak köznyelvi értelemben vett káros vagy esetleg hasznos voltát nem kell vizsgálni, sőt ezek a fogalmak ebben a vonatkozásban nem is értelmezhetők. Minthogy a védettség fogalma a jogellenesség fogalmához hasonlóan eldöntendő jellegű kérdés, így a károsodás mértéke, élővilág-védelmi szempontból, az állapotváltozás mértékével azonos fogalomként kezelendő. Az állapotváltozás mértékének megítélésében szakmai szempontból a következő tényezők játszanak szerepet:
- A teljes élőlény-közösség (gyakran döntően a vegetáció) összes biomasszájában (élőtömegében) a cselekmény hatására bekövetkezett változások.
- A élőlény-közösség (döntően a vegetáció) térbeli elhelyezkedésében, habitusában (fiziognómiai szerkezetében) a cselekmény hatására bekövetkezett változások
- Az élőlény-közösség összetételében és biológiai sokféleségében a cselekmény hatására bekövetkezett változások.
- Az élőlény-közösség biológiai aktivitásában (anyagforgalomban és energia-áramoltatásban) a cselekmény hatására bekövetkezett változások.
- Az élőhely klimatikus viszonyaiban a cselekmény hatására bekövetkezett változások. (Általában döntően mikroklímáról: páratartalom, napfényesség, van itt szó, de nagyobb kiterjedésű fás vegetáció például a széljárási viszonyokat is megváltoztathatja.)
- Az élőhely talajtani viszonyaiban (például tömörödés, kémiai szennyeződés, talajerózió, lemosódás) a cselekmény hatására bekövetkezett változások.
- Az élőlények (élőlény populációk) egyedszámában a cselekmény hatására bekövetkezett változások.
- Az élőlény populációk strukturális paramétereiben (például korarány, ivararány, különböző morfológiai vagy élettani állapotú egyedek gyakorisági eloszlása stb.) a cselekmény hatására bekövetkezett változások.
- Az élőlények egészségi állapotában, kondíciójában, életképességében, szaporodóképességében a cselekmény hatására bekövetkezett változások

Ha valamilyen okból a károsodás mértékét pénzben kellene kifejezni, akkor szakmai szempontból három tétel jön számításba:
1. A cselekmény következtében véglegesen megsemmisült természeti értékek, jogszabályokban meghatározott és az adott szituációban összesített természetvédelmi értéke. (Részletes és több időpontra vonatkozó terepi felvételezésekkel, összehasonlító vizsgálatokkal, valamint a korábbi adatok értékelésével állapítható meg, ezt szükség esetén szakértői becslés is helyettesítheti.)
2. A megváltozott élőhely és életközösség természetvédelmi rekonstrukciójának tényleges vagy szakértő által becsült költségei. (Ennek kielégítő pontosságú meghatározásához több különböző szakterületű szakértő összehangolt munkája szükséges.)
3. Az elmaradó ún. „bioszféra szolgáltatásokból” következően a társadalom egészét ért vagyoni és nem vagyoni károk. (Ez utóbbi az ökológiai közgazdaságtan eszközeivel határozható meg.)